# Виль (Санкт-Галлен)
Виль (нем. Wil) — город в Швейцарии, в кантоне Санкт-Галлен.
Входит в состав округа Виль. Официальный код — 3425.
На 31 декабря 2006 года население составляло 17 198 человек.
1 января 2013 года в состав коммуны Виль вошла бывшая коммуна Броншхофен.

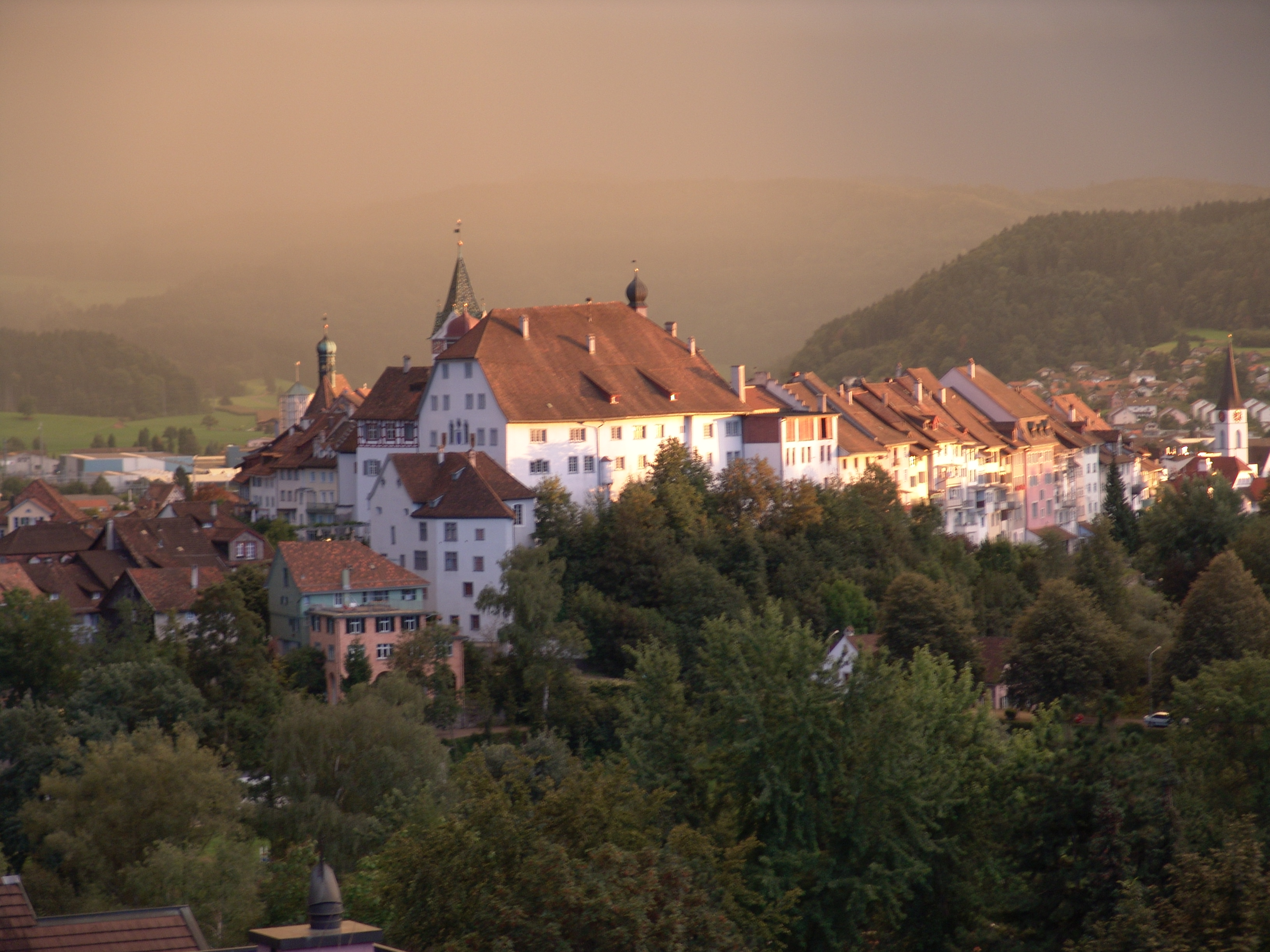
Виль